# Ransonia krampi
Ransonia krampi är en nässeldjursart som först beskrevs av Ranson 1932.  Ransonia krampi ingår i släktet Ransonia och familjen Rhopalonematidae. Inga underarter finns listade i Catalogue of Life.